# La Hoz de la Vieja
La Hoz de la Vieja es un municipio y localidad española de la provincia de Teruel, en la comunidad autónoma de Aragón. El término municipal, ubicado en la comarca de las Cuencas Mineras, tiene una población de 87 habitantes (INE 2024).

## Toponimia
Obtiene el nombre de los materiales rojos del triásico inferior, Rubiel o Rubiello y a la hoz que los pasa. Así se pasa de Foz Rubiella, a Foz la Viella y finalmente Hoz de la Vieja.
Textos de 1280 la nombran como Foz la Viela (la "ll" se representaba con una "l"), en un texto de 1212 se nombra como Foz la Villa. La forma "de la" representa un caso de "falsa segmentación", En el siglo XV se castellaniza el nombre. En un texto turolense de 1434 aparece como Foz de la Vieia, y en 1495 aparece el nombre como Fox de la Viexa.

## Geografía
Situado en la sierra de Cucalón entre roquedales y barrancos (el Chorredero, el Vadiello y el Barrinquiello). El casco urbano se encuentra al pie de la torre fortaleza a una altitud de 931 m sobre el nivel del mar.
Desde el punto de vista geológico, el pueblo se sitúa en el sector de contacto entre los materiales paleozoicos del anticlinal de Montalbán y los sedimentos triásicos de la rama aragonesa de la Cordillera Ibérica. Este contacto es un importante accidente tectónico que viene remarcado por un pliegue volcado, cuyos materiales más resistentes, las dolomías del Muncheskalk, quedan en resalte formando una cresta continua que domina sobre la población y en la que se ubican algunas estructuras defensivas. El río de Armillas o de la Cantalera, que tiene su cabecera en las pizarras y esquistos del sector meridional, atraviesa la cresta mencionada mediante una profunda hoz que da nombre a la población.
Al oeste de La Hoz de la Vieja y atravesado por el río de Armillas destaca la presencia de un denso encinar, que, junto con los pinares que limitan con el término de Obón, constituyen los únicos enclaves arbolados del término, siendo el resto de la vegetación formaciones de pastizal con aliagas bastante degradadas, solo rota por la presencia puntual de sabinas en las crestas calcáreas, a las que se une el romeral sobre los materiales rojizos del Triásico.

## Historia
La etimología aclara su origen latino. Bien pudo nacer del 235 al 220 a. C. de un destacamento romano emplazado a la espalda de las fuertes plazas cartaginesas de Amílcar Barca, Asdrúbal y Aníbal. En su encarnizada lucha por las minas de Akra Leucé (Montalbán), Armeillas (Armillas) y Segórbiga (Segura). Formarían su campamento de invierno al abrigo de sus montañas en el desfiladero u hondonada del actual La Hoz. Que le dio nombre "Faux" (del latín, que significa garganta o estrecho producido por un río). 
En 1361 pese a la tregua, aprovechando que el rey de Aragón está en la guerra del Rosellón, entra Pedro "El Cruel" a sangre y fuego por tierras aragonesas. La capital de Teruel se entrega al invasor; traición que castigará Pedro IV "El Ceremonioso" anulando sus fueros, y dando título de villa a La Hoz de la Vieja. 
El rey Pedro, al retirar posteriormente el título de villa le conservó ciertos privilegios, entre ellos el de peaje para paso en barca por todos los ríos del Reino de Aragón. 

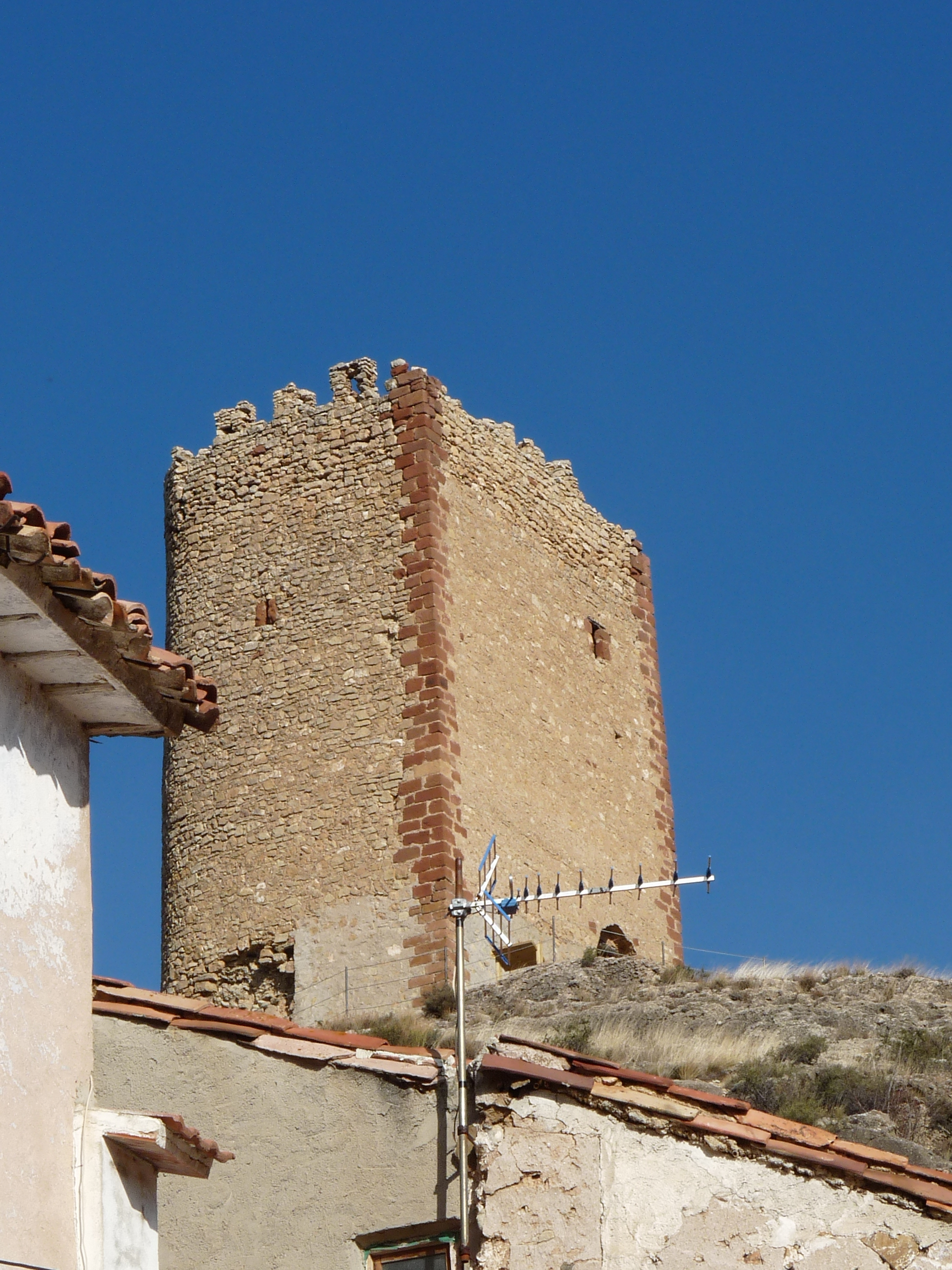
Castillo

Evitando pagar tributos para la fortificación de Montalbán, los vecinos de La Hoz de la Vieja, edificaron en 1363 su propio castillo. El castillo o torre rectangular de 8 x 6,50 m, es de buena mampostería reforzada en sus dos esquinas por piedras de sillería, las otras dos para mayor resistencia a los posibles impactos, son redondeadas. Le dan cierta gracia por su buen estado de conservación. Esta torre es una de las más interesantes del reino. Conserva las almenas y muestra varias saeteras con marco de piedra de color más oscuro y puerta ligeramente apuntada. 

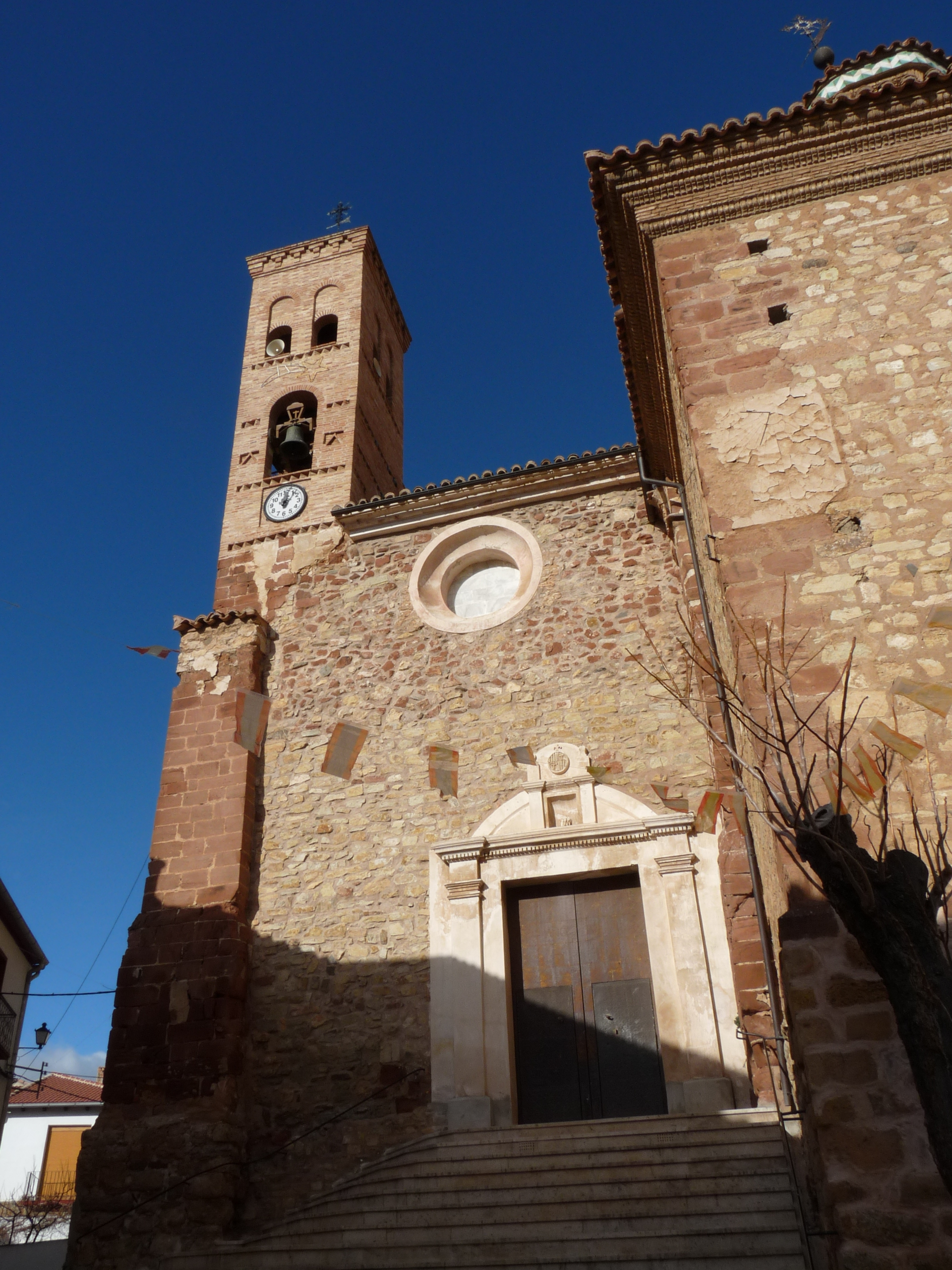
Iglesia de Nuestra Señora de las Nieves

La iglesia parroquial, gótica en honor de Nuestra Señora de las Nieves, se remonta a finales del siglo XV o principios del XVI. De una nave, que cubre bóveda de crucería estrellada, ábside poligonal con su ventana gótica. La otra capilla es del Santo Cristo, añadida a la iglesia a principios del siglo XIX, con cúpula. Tiene tres retablos del siglo XVII, y cabe destacar el cuadro de San Antón, del siglo XVII que escapó a la quema de 1936, colocado ahora en el altar mayor.

## Demografía
La Hoz de la Vieja cuenta con una población de 87 habitantes (INE 2024).
| Gráfica de evolución demográfica de La Hoz de la Vieja entre 1842 y 2021                                            |
| |
| Población de derecho según los censos de población del INE Población de hecho según los censos de población del INE |

## Administración y política
| Período   | Alcalde                      | Partido  |  |
| --------- | ---------------------------- | -------- |  |
| 1979-1983 | Teodoro Urbano Chopo Esteban | UCD      |  |
| 1983-1987 | Joaquin Gimeno Lahoz         |          |  |
| 1987-1991 | Joaquin Gimeno Lahoz         |          |  |
| 1991-1995 | Antonio Lahoz Lahoz          | PAR      |  |
| 1995-1999 | Antonio Lahoz Lahoz          | PAR      |  |
| 1999-2003 | Antonio Lahoz Lahoz          | PAR      |  |
| 2003-2007 | Antonio Lahoz Lahoz          | PAR      |  |
| 2007-2011 | Antonio Lahoz Lahoz          | PAR      |  |
| 2011-2015 | Antonio Lahoz Lahoz          | CA       |  |
| 2015-2019 | Jose Luis Ferrer Gimeno      | Ganar/IU |  |
| 2019-2023 | Laura Royo Martínez          | PSOE     |  |

| Partido político    | Partido político                                   | 2003   | 2007   | 2011   | 2015   | 2019   |
| Partido político    | Partido político                                   | Ediles | Ediles | Ediles | Ediles | Ediles |
|                     | Partido de los Socialistas de Aragón (PSOE-Aragón) | —      | 1      | 1      | 1      | 1      |
|                     | Ganar La Hoz de la Vieja                           | —      | —      | —      | 1      | —      |
|                     | Compromiso con Aragón (CA)                         | —      | —      | 2      | —      | —      |
|                     | Partido Aragonés (PAR)                             | 4      | 4      | —      | —      | 1      |
|                     | Chunta Aragonesista (CHA)                          | —      | —      | —      | —      | 1      |
|                     | Partido Popular de Aragón (PP)                     | 1      | —      | —      | —      | —      |
| Total de concejales | Total de concejales                                | 5      | 5      | 3      | 3      | 3      |